# 노트르담 대성당
파리 노트르담 대성당(프랑스어: cathédrale Notre-Dame de Paris 카테드랄 노트르담 드 파리[*])은 프랑스 파리 시테 섬 동쪽 반쪽에 있는 프랑스 후기 고딕 양식의 성당이다. 이 대성당은 지금도 로마 가톨릭교회의 교회 건물로서 파리 대주교좌 성당으로 사용되고 있다. 노트르담 대성당은 흔히 프랑스 고딕 건축의 정수로 이야기된다. 이 대성당은 프랑스의 유명한 건축가인 비올레르뒤크에 의해 파괴된 상태에서 복구되었다. “노트르담”은 “우리의 귀부인”이라뜻의 프랑스어다(성모 마리아를 의미함).
노트르담 대성당은 최초의 고딕 성당 가운데 하나이며, 고딕 전 시대에 걸쳐 건설하였다. 대성당의 조각들과 스테인드글라스는 자연주의의 영향을 많이 받았으며, 이는 초기 로마네스크 건축에서 부족한 세속적인 외관을 더해준다. 노트르담 대성당은 세계에서 최초로 벽날개를 사용한 건물이기도 하다. 이 대성당은 원래 성가대석과 중랑(中廊) 주변에는 벽날개가 있도록 설계되지 않았다. 공사가 시작되고 (고딕 양식에서 유행한) 꽤 얇은 벽들이 점점 높아지면서 커다란 균열이 벽이 밖으로 밀릴 때 생겼다. 그래서 성당의 건축가들은 바깥벽 주변에 지지벽을 만들었고, 그 뒤에 비슷한 방법으로 추가되었다.
이 대성당은 유명한 도미니코회 신학자 장 바티스트 앙리 라코르데르가 1840년에 연 사순절 설교로 유명하다. 그러나 최근에는 주요한 유명인이나 국가에 고용된 학자들이 설교를 한다. 하지만 청중들의 상당수는 외국인들이며, 이들만으로 관습을 이어나가게 되었다.
1790년경 프랑스 혁명의 급진적인 시기에 노트르담 대성당은 반기독교 사상에 의해 모독을 당했으며, 많은 성상이 손상되거나 파괴되었다. 19세기에의 다방면에 걸친 복원 작업이 완료되어 대성당은 이전의 모습을 되찾았으나 2019년 화재가 발생 하여 내부 첨탑이 무너졌다. 프랑스 현지시간으로 2019년 4월 15일 오후 6시 50분쯤, 우리 시간으로 2019년 4월 16일 새벽 1시 50분쯤 보수 공사 중이던 첨탑 주변에서 화재가 발생했다.

## 건설

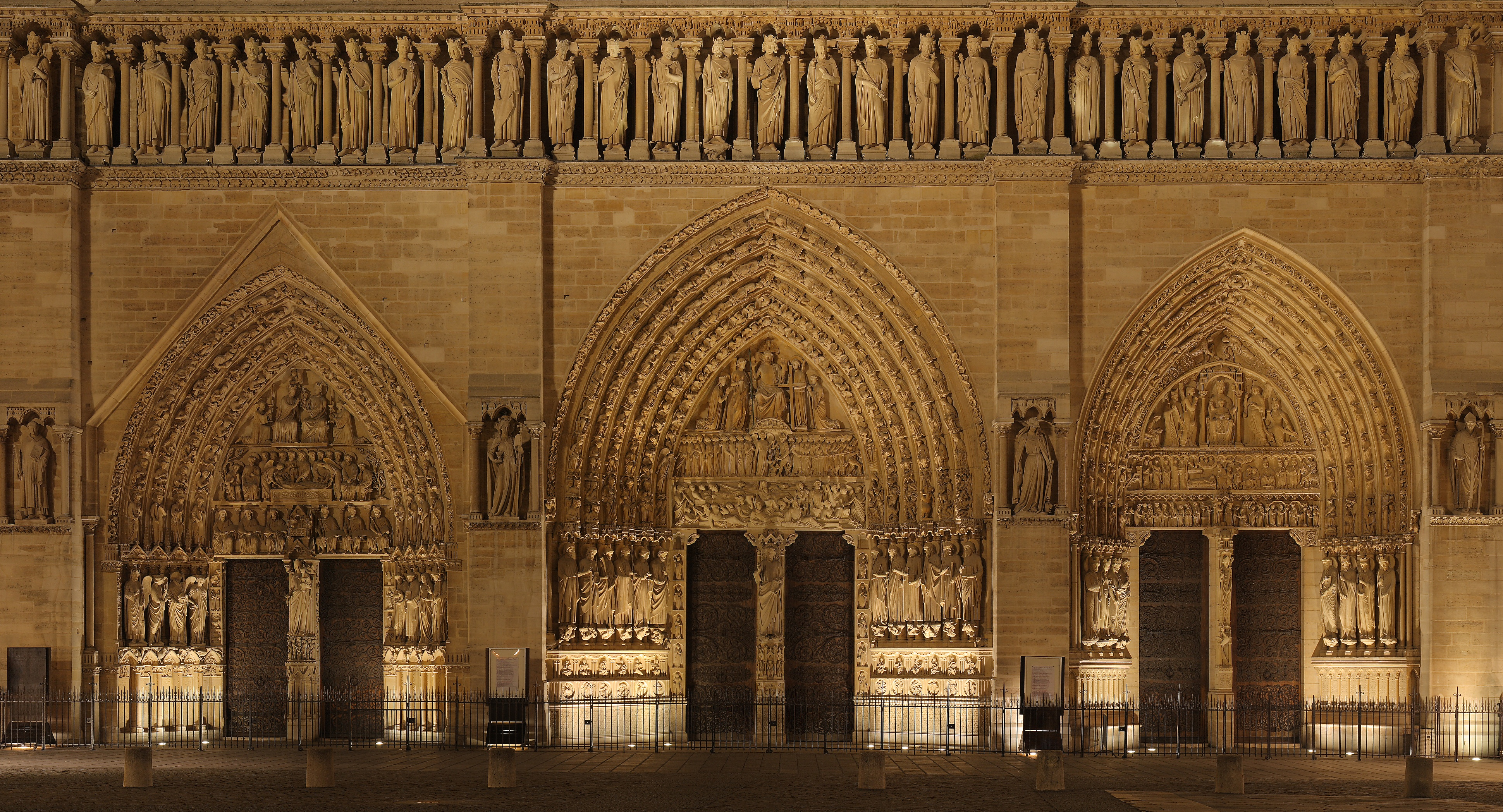
건물의 정면부. 성모 마리아의 문, 마지막 심판의 문, 성녀 안나의 문.

1160년 파리의 성당이 ‘유럽 임금들의 본당’이 되자 성당의 규모가 제 역할에 미치지 못한다고 생각한 모리스 드 쉴리는 파리 교구장에 착좌하자마자 원래의 성당을 무너뜨렸다. 전해지는 바로는 파리의 새로운 영광스러운 대성당의 모습을 상상한 드 쉴리가 그것을 원래 성당의 바깥 흙에 스케치하였다고 한다. 건설을 시작하기에 앞서 교구장은 몇 채의 집들을 무너뜨렸고, 성당을 만드는 데 필요한 재료들을 운송하기 위해 새 도로를 만들었다.
공사는 국왕 루이 7세 시대인 1163년에 시작되었고, 대성당의 주춧돌을 드 쉴리가 올릴지 교황 알렉산데르 3세가 올릴지에 대해서는 의견이 분분했다. 드 쉴리 주교는 대성당을 건설하는 데에 자신의 삶과 재산 대부분을 바쳤다.
독특한 탑 두 개와 서쪽 정면을 건설하는 일은 약 1200년에 시작되었는데, 일반적인 건설 과정과는 달리 중랑(中廊)이 완성되기 전이었다. 건설 과정에서 많은 건축가가 일했으며, 이는 서쪽 정면과 두 탑의 각각 다른 높이와 다른 양식에서 발견된다. 1210년에서 1220년 사이, 4등 건축가는 장미창이 있는 층과 탑 뒤의 거대한 현관의 건설 과정을 감독하였다. 두 탑은 1245년경에 완성되었으며, 대성당은 1345년경에 완성되었다.

### 건설 연대
- 1160년 : 모리스 드 쉴리(파리 교구장)가 원래의 대성당을 부수도록 명령하다.
- 1163년 : 노트르담 드 파리 대성당의 초석이 얹혀지다 - 공사가 시작되다.
- 1182년 : 후진(後陣)과 성가대석을 완공하다.
- 1196년 : 중랑(中廊)을 완공하다. 드 쉴리 교구장이 선종하다.
- 1200년 : 서쪽 정면의 작업이 시작되다.
- 1225년 : 서쪽 정면을 완공하다.
- 1250년 : 서쪽의 두 탑과 북쪽의 장미창을 완공하다.
- 1250년 - 1345년 : 나머지 부분을 완공하다.

## 갤러리

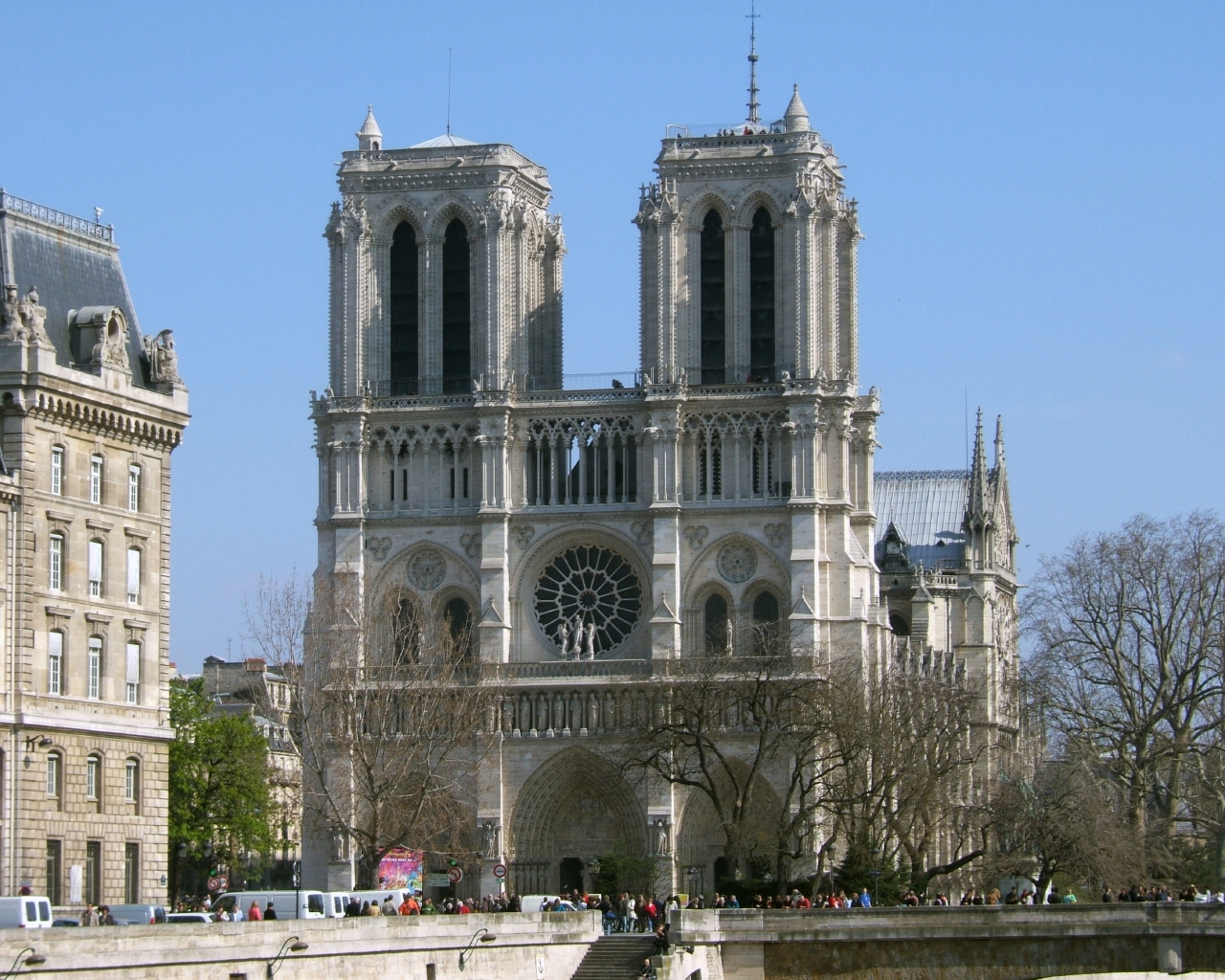
노트르담 대성당: 서쪽 입면
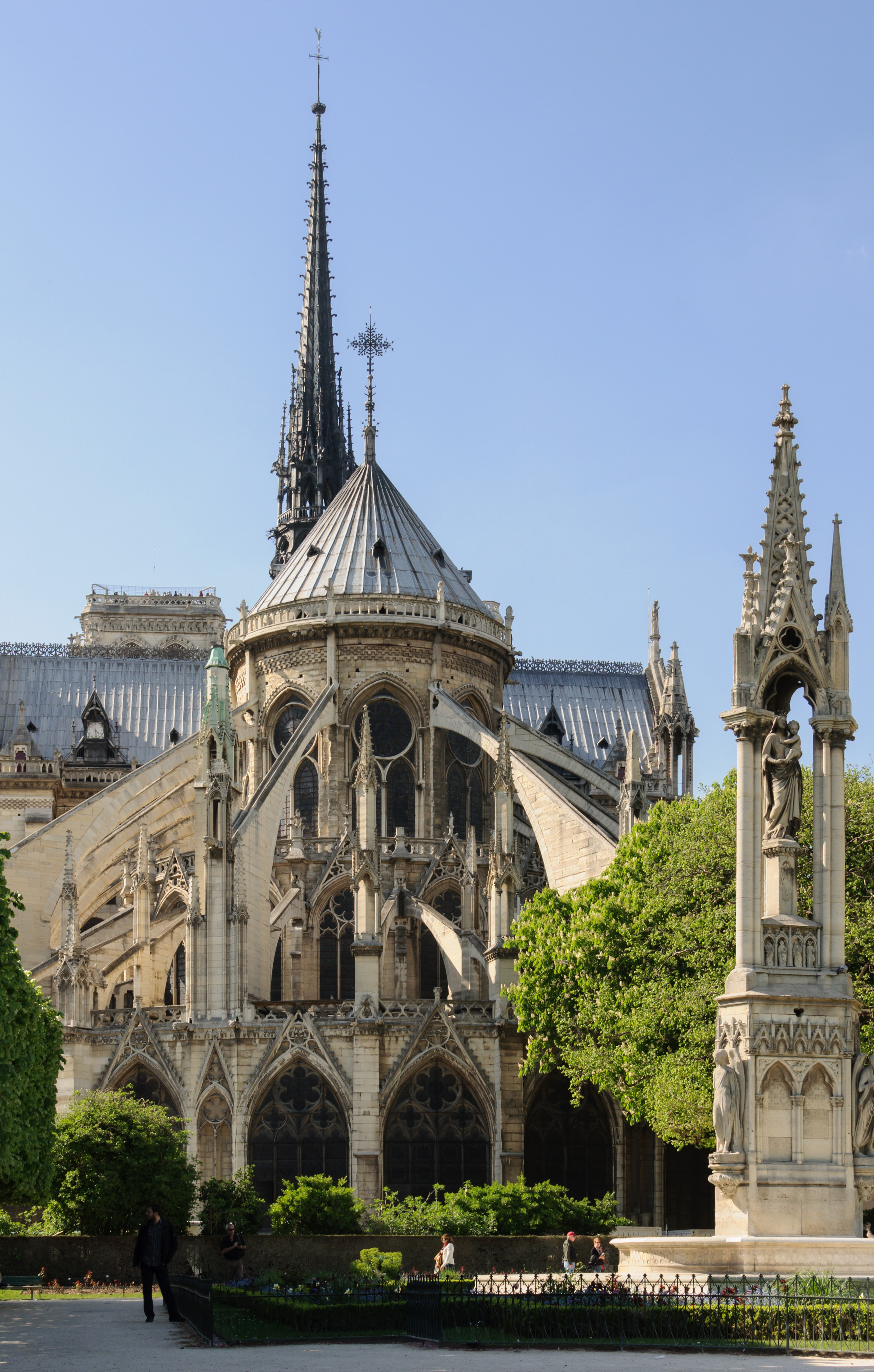
노트르담 대성당: 후진의 외부 모습
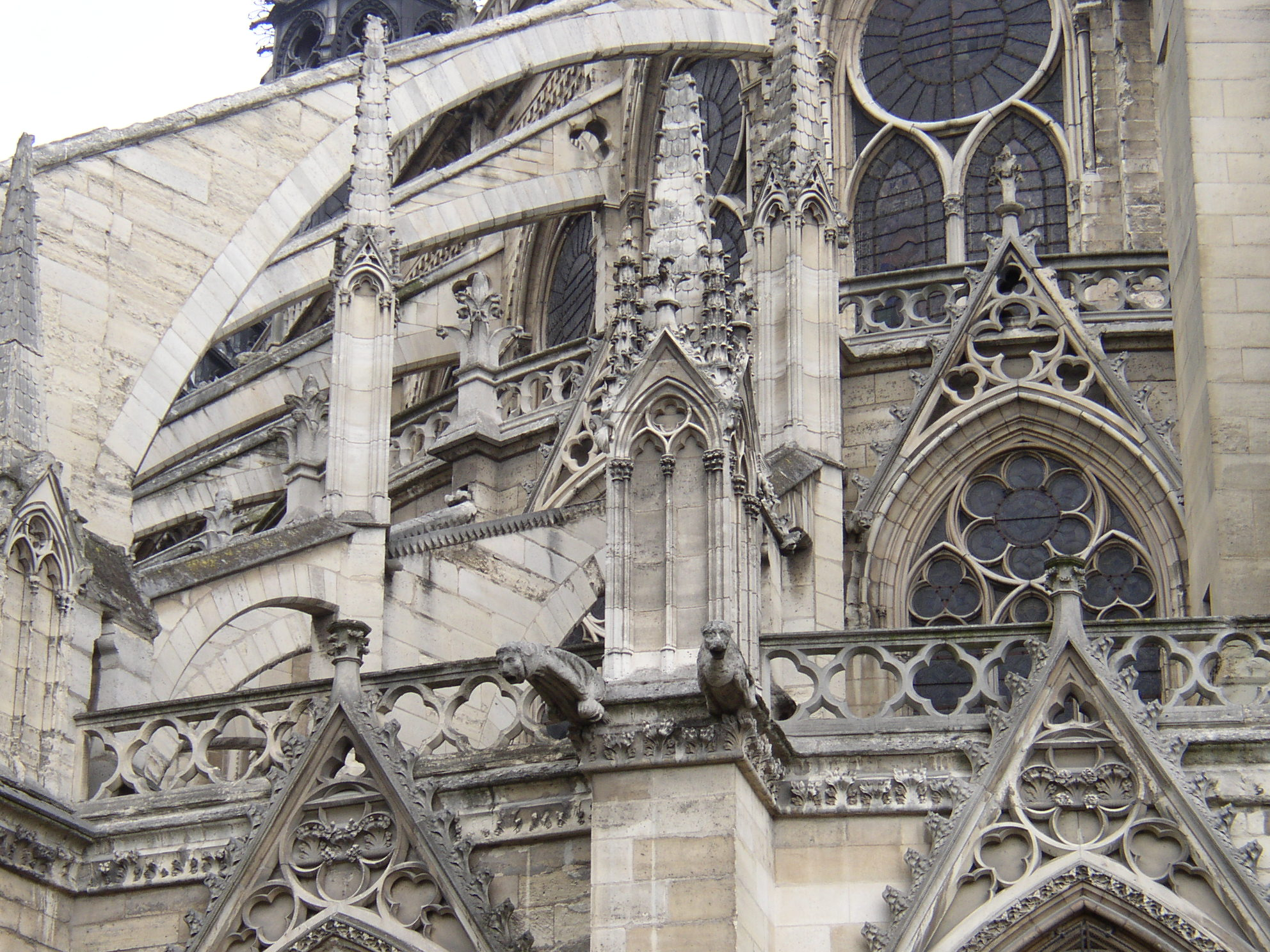
노트르담 대성당: 벽날개
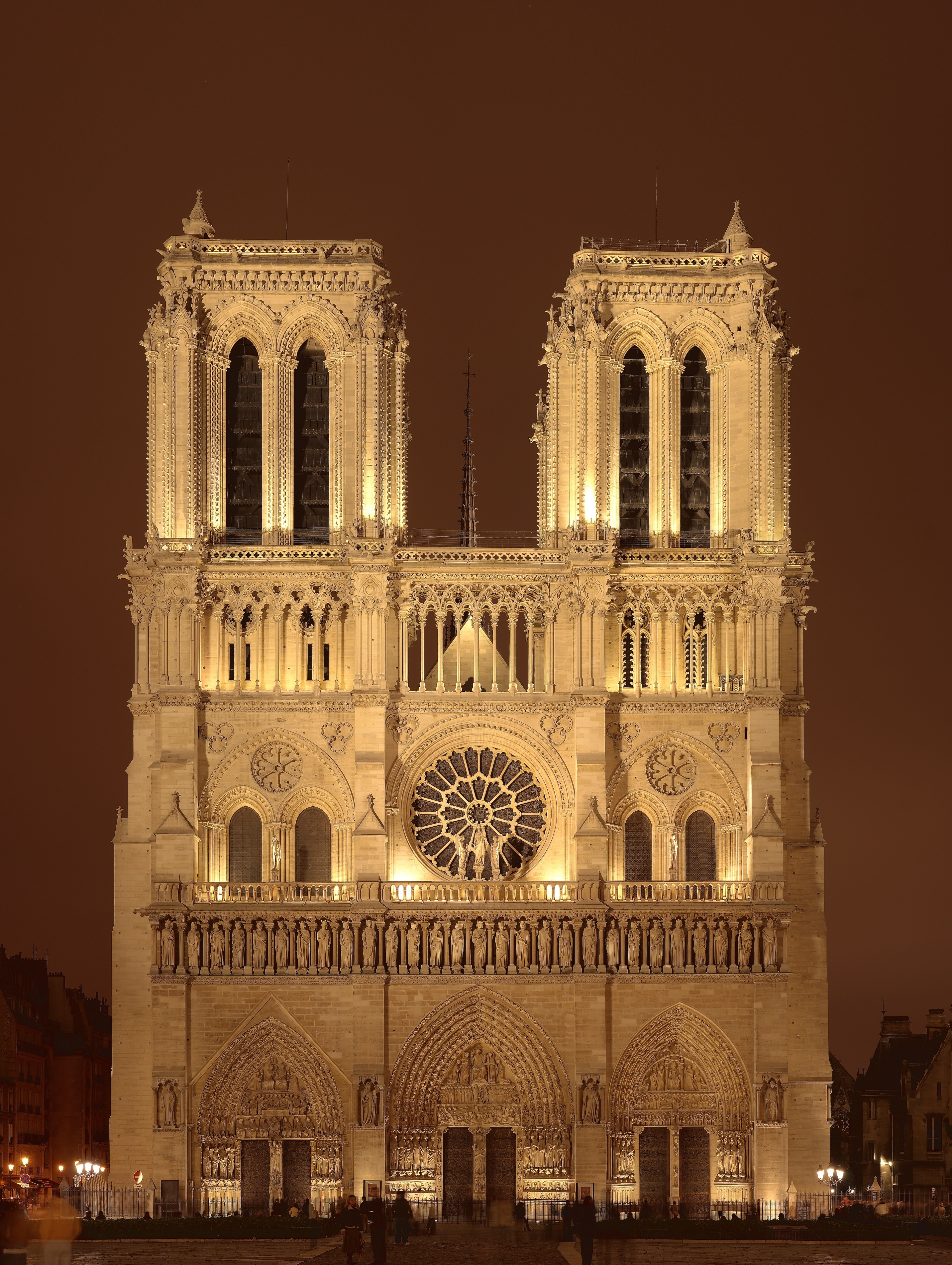
프랑스 파리 시테 섬에 있는 노트르담 대성당의 야경

## 오르간

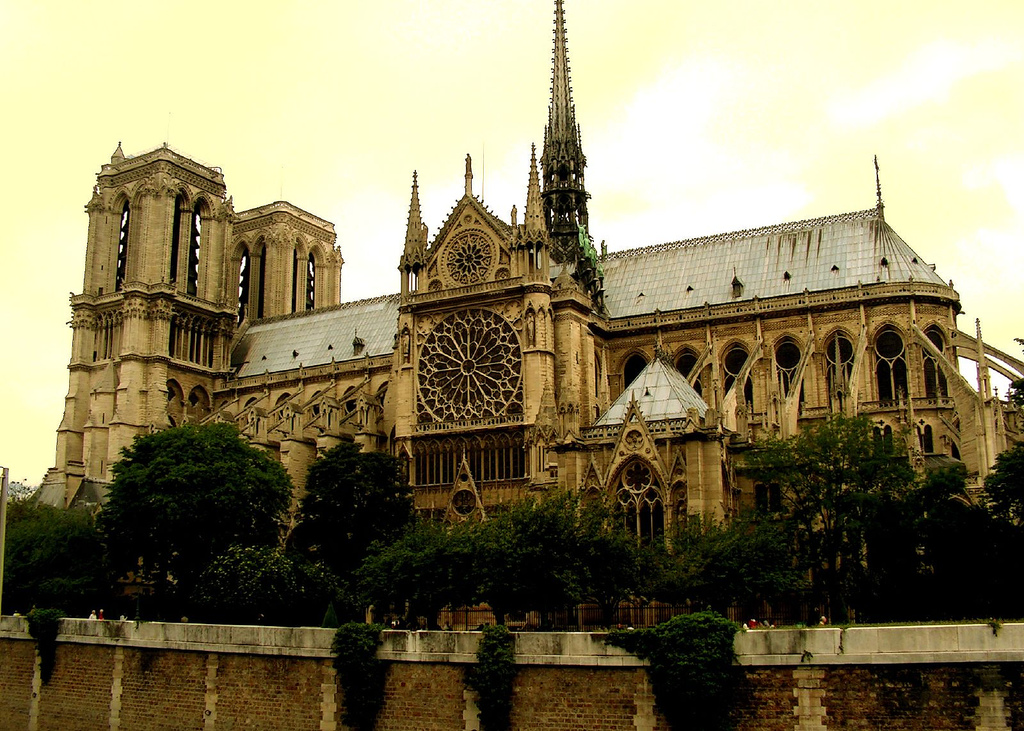
남쪽에서 본 대성당

오랜 시간에 걸쳐 대성당 안에 여러 개의 파이프 오르간이 설치되었지만, 처음에 설치된 오르간은 건물에 적합하지 않았다. 주목할 만한 최초의 오르간은 당시 유명한 오르간 설치 전문가였던 프랑수아앙리 클리코에 의해 1700년대에 완성되었다. 클리코가 만든 페달 구획 안의 파이프 기구는 오늘날까지 오르간에서 소리를 낸다. 오르간은 19세기에 아리스티드 카베이에콜에 의해 거의 완벽하게 다시 만들어지고, 크기도 커졌다.
노트르담의 오르간 연주자는 카바이에콜이 만든 가장 큰 오르간이 있는 생쉴피스 성당의 오르간 연주자와 함께 프랑스에서 가장 명성있는 오르간 연주자의 위치를 가진 것으로 여겨진다.
오르간은 역사적으로 900종류로 분류되는 7800개의 파이프를 가지고 있다. 오르간은 109개의 오르간 스톱, 5개의 56건의 손건반과 한 개의 32건의 발건반을 갖고 있다. 1992년 12월, 3개의 근거리 통신망을 통해 오르간을 완전히 전산화하는 작업이 끝났다.

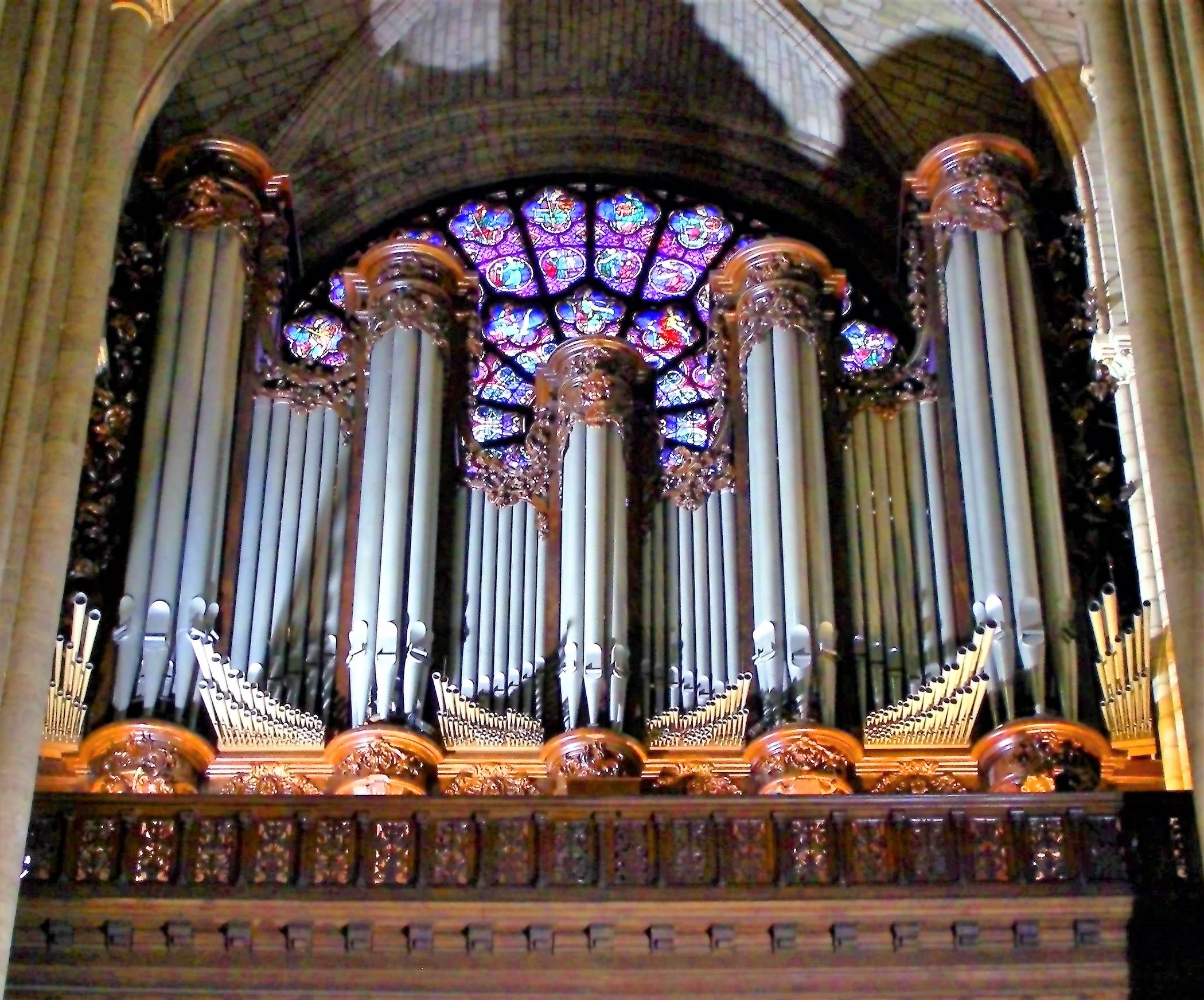
대오르간

노트르담 대성당의 오르간 연주자 가운데 가장 유명한 사람은 1900년부터 1937년까지 오르간 연주자였던 루이 비에른이다. 카바이에콜 오르간은 그의 연주의 음색에 따라, 1902년과 1932년에 조정되었다. 여기에 피에르 코슈로는 변경사항을 더 추가했는데(그 중 많은 것은 루이 비에른에 의해 계획된 것이다), 오르간의 기계장치를 전기 작동방식으로 바꾸었다(원래의 카바이에콜의 오르간의 연주대는 영미식의 새로운 연주대로 교체되었으며, 원래 연주대는 남쪽 탑의 연단으로의 입구로 옮겨졌음). 또한 1965년에서 1972년 사이에 오르간 스톱들을 발건반 부분에 추가하고, 믹스처 스톱들을 다시 배열하고, 마지막으로 3개의 수평 리드 스톱(en chamade)을 추가하였다. 코슈로가 1984년 갑작스럽게 사망한 이후, 장피에르 르게, 올리비에 라트리, 이브 데베르네이(1990년 사망), 그리고 필리프 르페브르 이렇게 4명의 오르간 연주자가 노트르담 대성당의 오르간 연주자에 임명되었다. 이것은 18세기에 노트르담 대성당이 4명의 오르간 연주자를 두었던 관습의 부활로, 각각의 연주자는 1년에 3개월을 연주하도록 되어 있다. 이후 2015년 장피에르 르게의 은퇴로 2016년부터 뱅상 뒤부아가 오르가니스트로 임명되어 3명의 전속 오르간 연주자를 두고 있다. 1989년에 악기의 복구가 진행되어, 1992년에 완료되었다.

## 개축, 파괴, 그리고 복원
1548년 위그노들이 그러니까 개신교 신자들이 폭동을 일으키면서 대성당의 성상들을 우상숭배라고 여겨 대성당의 외관을 파괴했다. 루이 14세 때와 루이 15세 때에 전 유럽에 걸쳐 대성당들을 현대화하려는 노력의 일환으로 노트르담 대성당을 개축하였다. 무덤과 스테인드 글라스는 제거되었는데, 다행히도 북쪽과 남쪽의 장미창은 파괴되지 않았다.

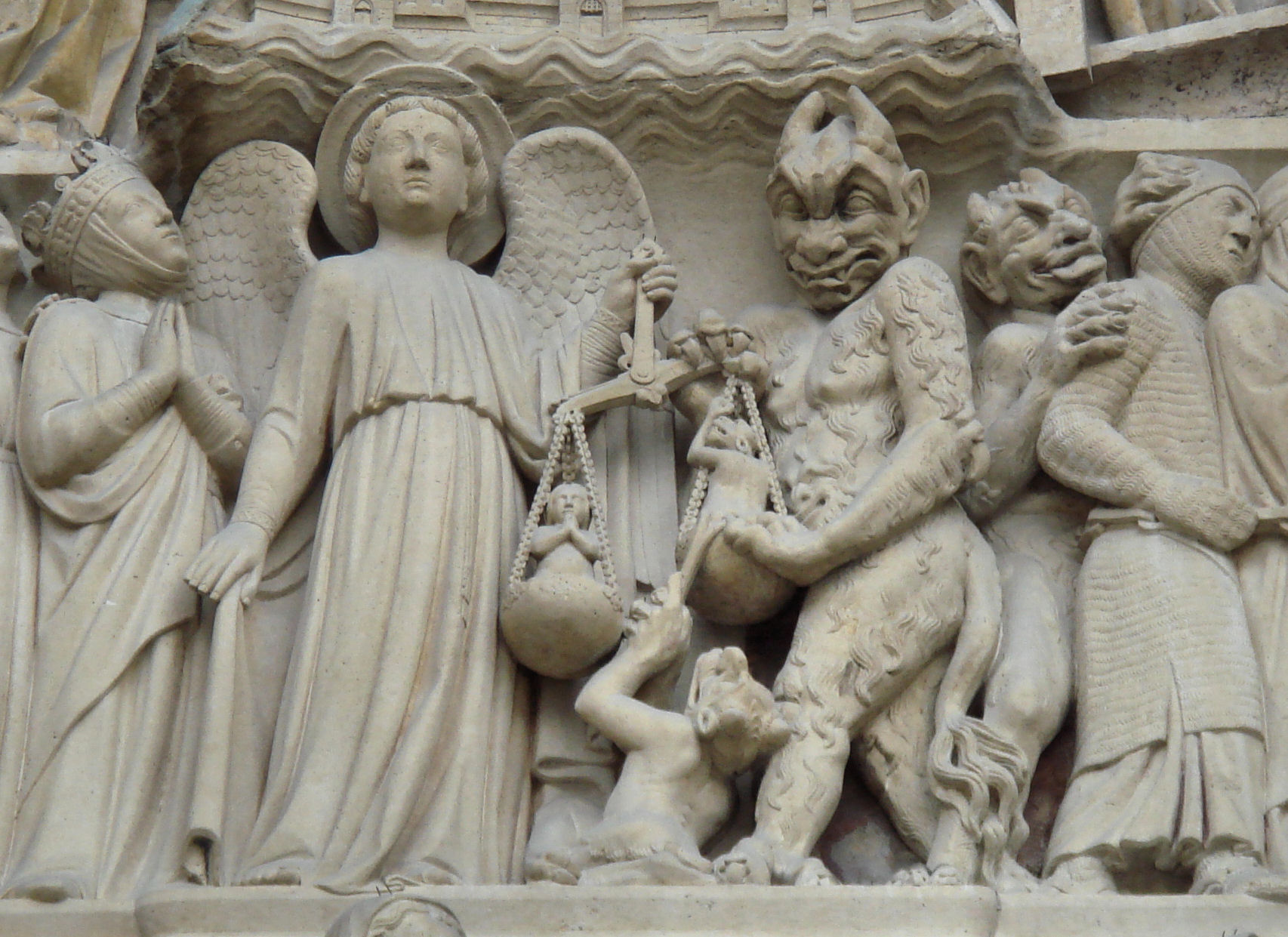
복원 계획에 따른 성당 조각

1793년 프랑스 혁명 때에 노트르담은 이성숭배에 봉헌된 뒤, 최고존재숭배에 봉헌되었다. 이 시기 동안 대성당의 많은 보물들은 파괴되거나 강탈당했다. 구약 성서에 나오는 유다 왕들의 조각상들이 (봉건질서를 상징하는 프랑스의 왕들로 오인되어) 머리가 잘려나갔다. 잘려나간 많은 머리들이 1977년에 인근을 발굴하면서 발견되었고, 지금은 클뤼니 미술관에 전시되어 있다. 이 시대에 제대에 위치해 있던 성모 마리아상은 자유의 여신상으로 교체되었다. 중요한 종들은 간신히 용해되는 것에서 피할 수 있었다. 성당의 내부는 말 먹이나 음식을 보관하기 위한 창고로 사용되었다.
복원 계획은 건축가인 장바티스트앙투안 라쉬와 외젠 비올레르뒤크의 감독으로 1845년에 시작되었다. 플레슈(flèche, 첨탑의 일종)를 건립하고 시메르 갤러리(alerie des Chimères)의 키메라들을 추가하는 것을 포함하여 25년간 계속되었다. 비올레르뒤크는 자신의 작품에 언제나 서명을 했는데, 고딕 볼트(궁륭)를 닮은 날개 구조를 가진 박쥐를 같이 그려 넣었다.
1871년 파리 코뮌 시기에 노트르담 대성당은 거의 피해를 입지 않았는데, 그 이유는 파리 코뮌이 민중들에 의해 자치가 실시된 사회주의 자치정부였기 때문이었다.
1939년 제2차 세계 대전 시기에 독일이 창문을 폭격할 우려가 있었다. 그래서 1939년 9월 11일에 창문을 분리시켰다. 전쟁이 끝나자 이 창문들은 다시 복원되었다.
1991년 유지 및 복원 계획이 시작되었는데, 애초에는 10년간 지속될 예정이었으나 현재에도 여전히 진행 중인데, 낡은 조각상들을 청소하고 복원하는 것이 대단히 섬세한 작업이기 때문이다.
2019년 4월 15일 오후 6시 50분쯤(이하 현지시각, 대한민국 기준 4월 16일 새벽 1시 50분쯤), 보수 공사 중이던 첨탑 주변에서 화재가 발생 했다. 발생된 화재는 첨탑과 해당 첨탑을 받치고 있는 목재지붕을 무너뜨리고 약 10시간 만인 4월 16일 오전 4시경 진화되었다. 화재의 원인으로는 '전기회로 과부하' 가능성을 염두에 두고 있다. 하지만 성당 개보수를 위해 비계를 설치한 '유럽 에샤포다주' 회사는 전기회로 과부하에 따른 발화 가능성을 일축했다. 보수작업은 한 세대에 걸쳐 진행될 것인지 5년 안에 보수가 될 것인지 의견이 분분하다.
2024년 12월 7일날 재개관 할 예정이다.

## 종
노트르담에는 5개의 종이 있다. 가장 큰 종인 엠마뉘엘(Emmanuel)은 남쪽 탑에 있는데, 무게가 13톤이 넘으며 하루의 시각을 알리기 위해서나, 여러 행사나 전례를 알리기 위해 울린다. 북쪽 탑에는 바퀴 위에 부가적으로 4개의 종이 붙어 있는데, 이 종들은 흔들리면서 종이 울린다. 이 종들은 전례나 축제 때에 울린다. 이 종들은 이전에는 수동으로 작동하였으나, 오늘날에는 전기 모터로 작동한다. 이 종들에는 작은 건반악기의 연주와 조음하기 위한 외부 해머들이 있다.

## 주요 사건
- 1185년 : 카에사리아의 헤라클리우스가 아직 완성되지 않은 대성당에 제3차 십자군을 요청함.
- 1239년 : 생트샤펠이 건립될 동안 루이 9세에 의해 가시 면류관이 노트르담 대성당에 놓여짐.
- 1302년 : 프랑스의 필리프 4세가 처음으로 삼부회를 염.
- 1431년 12월 16일 : 잉글랜드의 헨리 6세가 프랑스의 왕위에 오름.
- 1450년 — 파리에서 사람들을 잡아먹던 늑대들이 붙잡혀 대성당의 계단에서 죽임을 당함.
- 1455년 11월 7일 : 잔 다르크의 어머니인 이자벨 로메가 교황청 대표단에게 자기 딸의 이단 판결을 번복해 달라고 탄원함.
- 1558년 4월 24일 : 스코틀랜드의 메리 1세가 프랑스의 앙리 2세의 아들인 도팽(훗날의 프랑스의 프랑수아 2세)과 결혼함.
- 1572년 8월 18일 : 나바르의 앙리(이후 프랑스의 앙리 4세가 됨)가 마르그리트 드 발루아와 결혼함.
- 1573년 9월 10일 : 앙리 드 발루아가 노트르담에서 전통적 자유와 폴란드-리투아니아 연합의 공위 기간에 제정된 종교적 자유에 대한 법을 존중하기로 맹세함.[4]
- 1804년 12월 2일 : 나폴레옹 1세와 그의 아내 조제핀의 대관식이 교황 비오 7세의 사회로 행해짐.
- 1909년 : 잔 다르크를 시복함.
- 1920년 5월 16일 : 잔 다르크를 시성함.
- 1937년 6월 2일 : 500명의 당시의 재능있는 오르간 연주자들이 참석한 치열한 콩쿠르(심사위원 중에 샤를마리 비도르도 있었음) 끝에 루이 비에른이 노트르담 드 파리 대성당의 오르간 연주자로 임명됨. 비에른은 노트르담에서 열린 그의 마지막 연주회가 거의 끝나갈 때에 (그의 평생의 소원대로) 대성당의 오르간 앞에서 사망함.
- 1944년 8월 26일 : 파리 해방을 축하하는 테 데움 미사가 대성당에서 열림.(내부 회랑과 내부 회랑 양쪽에서 저격총 사격으로 인해 미사가 중단되었다는 설명도 있음.)
- 1970년 11월 12일 : 샤를 드골의 위령미사가 행해짐.
- 1980년 5월 31일 : 그 날의 마니피캇이 끝난 이후, 교황 요한 바오로 2세가 대성당의 앞뜰에서 미사를 집전함.
- 1996년 1월 : 프랑수아 미테랑의 위령미사가 행해졌다.
- 2007년 8월 10일 : 파리의 명예 대교구장이었던 장마리 뤼스티제 추기경의 위령미사가 거행됨.
- 2019년 4월 15일 : 노트르담 대성당 화재 발생

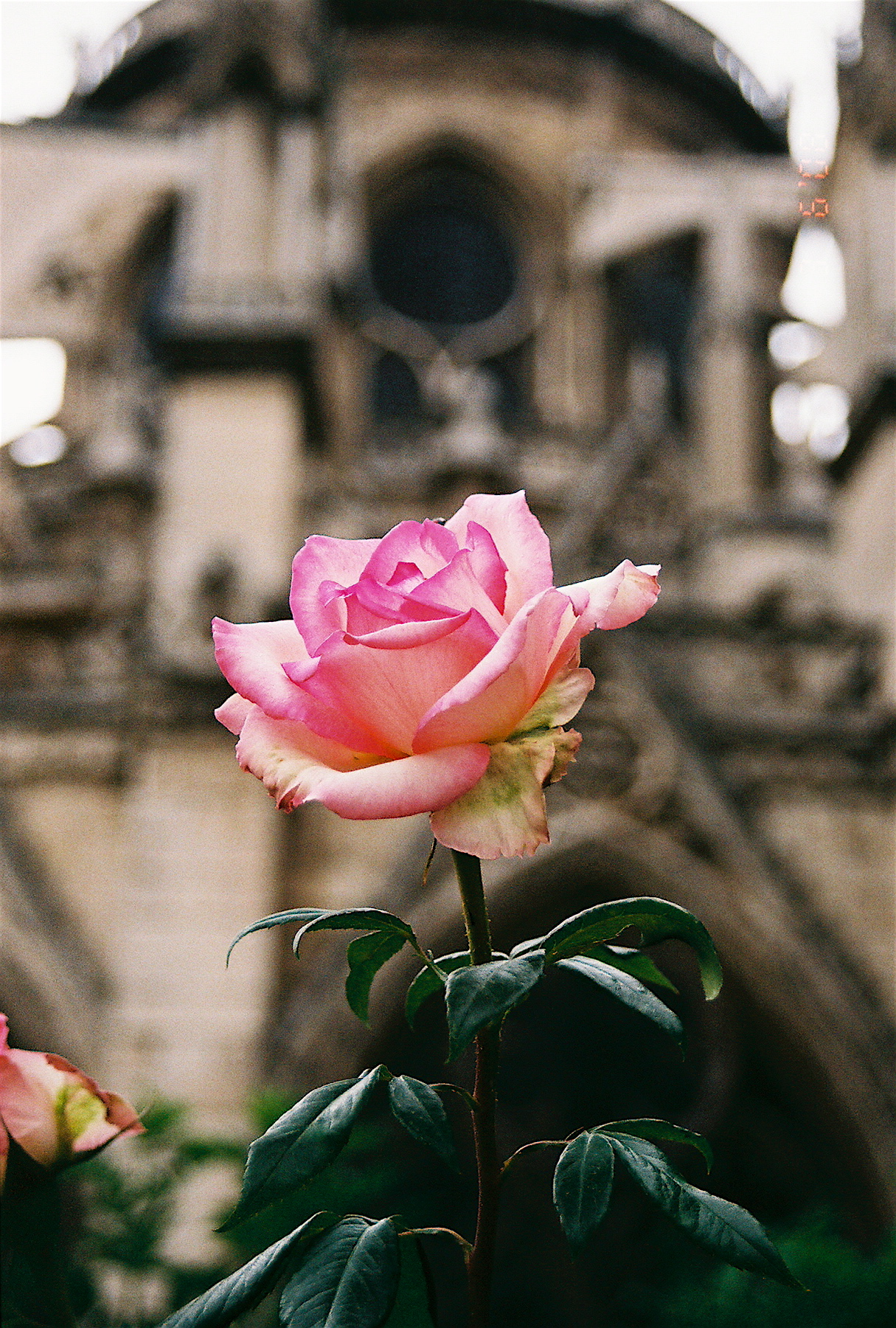
노트르담 대성당 뒤의 꽃밭에 있는 장미.

## 얽힌 이야기
- 1905년에 프랑스에서 제정된 정교분리법에 따라 프랑스 왕국이 세운 다른 성당들과 같이 노트르담도 정부에 귀속되었으나, 로마 가톨릭교회에서 성당으로 사용하는 것은 승인되었다.
- 파리에서 시작하는 고속도로에서 거리를 나타내는 참고점인 프랑스의 도로원표(Point zéro)가 노트르담 대성당 앞에 있는 광장에 있다.
- 19세기 초에 대성당은 황폐한 상태였으며, 도시계획가들은 노트르담의 철거까지 고려했다. 프랑스의 소설가인 빅토르 위고는 이 대성당의 찬미자로 대성당의 전통을 일깨우기 위해 파리의 노트르담(노트르담의 꼽추)를 썼는데, 이 소설은 대성당의 운명에 대해 새로운 관심을 불러 일으켰다. 노트르담 대성당을 보호하기 위한 기금을 모으는 운동이 이어졌고, 결국 1845년에 복원이 되었다.
- 대성당의 맨 위에는 13개의 변색된 조각상들이 있다. 그들 중 12개는 열두 사도를 나타낸 것으로 바깥을 향하고 있으며, 나머지 하나는 건축가 자신의 조각상으로 안쪽을 향하고 있으며 그의 팔을 뻗고 있다.

## 같이 보기
- 노트르담 대성당 화재

## 참고 문헌
- Jacobs, Jay, ed. The Horizon Book of Great Cathedrals. New York, New York: American Heritage Publishing, 1968.
- Janson, H.W. History of Art. 3rd Edition. New York, New York: Harry N. Abrams, Inc., 1986.
- Myers, Bernard S. Art and Civilization. New York, New York: McGraw-Hill, 1957.
- Michelin Travel Publications. The Green Guide Paris. Hertfordshire, UK: Michelin Travel Publications, 2003.
- Tonazzi, Pascal. Florilège de Notre-Dame de Paris (anthologie), Editions Arléa, Paris, 2007, ISBN 2-86959-795-9